# Кастилеха де ла Куеста
Кастилеха де ла Куеста (на испански: Castilleja de la Cuesta) е населено място и община в Испания. Намира се в провинция Севиля, в състава на автономната област Андалусия. Общината влиза в състава на района (комарка) Голяма Севиля. Заема площ от 2 km². Населението му е 17 282 души (по преброяване от 2010 г.). Разстоянието до административния център на провинцията е 5 km.